# Episodi di Nome in codice: Kommando Nuovi Diavoli
Elenco degli episodi della serie televisiva animata Nome in codice: Kommando Nuovi Diavoli.
La prima stagione, composta da 13 episodi, è stata trasmessa negli Stati Uniti, da Cartoon Network, dal 6 dicembre 2002 al 7 marzo 2003. La seconda stagione, composta da 13 episodi, è stata trasmessa dal 3 ottobre 2003 al 4 giugno 2004. La terza stagione, composta da 13 episodi, è stata trasmessa dall'11 giugno al 12 novembre 2004. La quarta stagione, composta da 13 episodi, è stata trasmessa dal 19 novembre 2004 al 22 luglio 2005. La quinta stagione, composta da 13 episodi, è stata trasmessa dal 30 settembre 2005 al 25 agosto 2006. La sesta stagione, composta da 13 episodi, è stata trasmessa dal 2 agosto 2006 al 23 novembre 2007.
Sono andati in onda tre episodi speciali: Operazione Z.E.R.O. l'11 agosto 2006, Le tenebrose avventure dei KND l'11 novembre 2007 e Operazione I.N.T.E.R.V.I.S.T.E. il 21 gennaio 2008.
In Italia la prima stagione è stata trasmessa da Cartoon Network dal 3 novembre 2003. La seconda stagione è stata trasmessa dal 1º marzo 2004 a marzo 2005. La terza stagione è stata trasmessa da marzo 2005. La quarta stagione è stata trasmessa dal 2005. La quinta stagione è stata trasmessa dal 1° maggio 2006. La sesta stagione è stata trasmessa dal 2006 al 2007.
Inoltre sono andati in onda Le tenebrose avventure dei KND il 30 ottobre 2007, Operazione I.N.T.E.R.V.I.S.T.E. il 15 giugno 2008 e Operazione Z.E.R.O. il 6 luglio 2008.

## Episodi pilota
| nº | Titolo originale                                     | Titolo italiano | Prima TV USA    | Prima TV Italia |
| -- | ---------------------------------------------------- | --------------- | --------------- | --------------- |
| 1  | Kenny and the Chimp: Diseasy Does It! Or Chimp N'Pox |                 | 6 novembre 1998 | inedito         |
| 2  | No P in the Ool                                      |                 | 20 luglio 2001  | inedito         |

## Stagione 1
| nº  | Titolo originale                                    | Titolo italiano                 | Prima TV USA     | Prima TV Italia  |
| --- | --------------------------------------------------- | ------------------------------- | ---------------- | ---------------- |
| 1a  | Operation: I.-S.C.R.E.A.M.                          | Operazione G.E.L.A.T.O.         | 6 dicembre 2002  | 3 novembre 2003  |
| 1b  | Operation: C.A.N.N.O.N.                             | Operazione C.A.N.N.O.N.E.       | 6 dicembre 2002  | 3 novembre 2003  |
| 2a  | Operation: N.O.-P.O.W.U.H.                          | Operazione N.O. E.N.E.R.G.I.A.  | 13 dicembre 2002 | 4 novembre 2003  |
| 2b  | Operation: T.E.E.T.H.                               | Operazione D.E.N.T.E.           | 13 dicembre 2002 | 4 novembre 2003  |
| 3a  | Operation: P.I.R.A.T.E.                             | Operazione P.I.R.A.T.A.         | 20 dicembre 2002 | 5 novembre 2003  |
| 3b  | Operation: C.O.W.G.I.R.L.                           | Operazione C.O.W.G.I.R.L.       | 20 dicembre 2002 | 5 novembre 2003  |
| 4a  | Operation: T.U.R.N.I.P.                             | Operazione R.A.P.A.             | 27 dicembre 2002 | 6 novembre 2003  |
| 4b  | Operation: M.I.N.I.-G.O.L.F.                        | Operazione M.I.N.I.-G.O.L.F.    | 27 dicembre 2002 | 6 novembre 2003  |
| 5a  | Operation: O.F.F.I.C.E.                             | Operazione U.F.F.I.C.I.O.       | 3 gennaio 2003   | 7 novembre 2003  |
| 5b  | Operation: A.R.C.T.I.C.                             | Operazione A.R.T.I.C.O.         | 3 gennaio 2003   | 7 novembre 2003  |
| 6a  | Operation: L.I.C.E.                                 | Operazione P.I.D.O.C.C.H.I.     | 10 gennaio 2003  | 10 novembre 2003 |
| 6b  | Operation: L.I.Z.Z.I.E.                             | Operazione L.I.Z.Z.I.E.         | 10 gennaio 2003  | 10 novembre 2003 |
| 7a  | Operation: T.H.E.-F.L.Y.                            | Operazione M.O.S.C.A.           | 17 gennaio 2003  | 11 novembre 2003 |
| 7b  | Operation: P.O.I.N.T.                               | Operazione P.U.N.T.O.           | 17 gennaio 2003  | 11 novembre 2003 |
| 8a  | Operation: C.A.B.L.E.-T.V.                          | Operazione T.V. V.I.A. C.A.V.O. | 24 gennaio 2003  | 12 novembre 2003 |
| 8b  | Operation: C.A.M.P.                                 | Operazione C.A.M.P.O.           | 24 gennaio 2003  | 12 novembre 2003 |
| 9a  | Operation: C.A.K.E.D.                               | Operazione F.E.S.T.A.           | 31 gennaio 2003  | 13 novembre 2003 |
| 9b  | Kenny and the Chimp: Diseasy Does It or Chimp N'Pox | Kenny e Chimpy - Virus letali   | 31 gennaio 2003  | 13 novembre 2003 |
| 9c  | No P in the OOL                                     | Niente pipì in piscina          | 31 gennaio 2003  | 13 novembre 2003 |
| 10a | Operation: T.O.M.M.Y.                               | Operazione T.O.M.M.Y.           | 7 febbraio 2003  | 14 novembre 2003 |
| 10b | Operation: C.H.A.D.                                 | Operazione C.H.A.D.             | 7 febbraio 2003  | 14 novembre 2003 |
| 11a | Operation: P.I.A.N.O.                               | Operazione P.I.A.N.O.F.O.R.T.E. | 21 febbraio 2003 | 17 novembre 2003 |
| 11b | Operation: Z.O.O.                                   | Operazione Z.O.O.               | 21 febbraio 2003 | 17 novembre 2003 |
| 12a | Operation: Q.U.I.E.T.                               | Operazione Q.U.I.E.T.E.         | 28 febbraio 2003 | 18 novembre 2003 |
| 12b | Operation: R.A.I.N.B.O.W.S.                         | Operazione A.R.C.O.B.A.L.E.N.O. | 28 febbraio 2003 | 18 novembre 2003 |
| 13  | Operation: G.R.O.W.-U.P.                            | Operazione A.D.U.L.T.O.         | 7 marzo 2003     | 19 novembre 2003 |

## Stagione 2
| nº  | Titolo originale                | Titolo italiano                         | Prima TV USA     | Prima TV Italia |
| --- | ------------------------------- | --------------------------------------- | ---------------- | --------------- |
| 1a  | Operation: C.A.T.S.             | Operazione G.A.T.T.I.                   | 3 ottobre 2003   | 1º marzo 2004   |
| 1b  | Operation: P.O.P.               |                                         | 3 ottobre 2003   | 1º marzo 2004   |
| 2a  | Operation: S.P.A.N.K.           | Operazione B.O.T.T.E.                   | 10 ottobre 2003  | 2 marzo 2004    |
| 2b  | Operation: D.A.T.E.             | Operazione A.P.P.U.N.T.A.M.E.N.T.O.     | 10 ottobre 2003  | 2 marzo 2004    |
| 3a  | Operation: S.U.P.P.O.R.T.       | Operazione S.C.U.D.I.                   | 17 ottobre 2003  | 3 marzo 2004    |
| 3b  | Operation: T.A.P.I.O.C.A.       | Operazione T.A.P.I.O.C.A.               | 17 ottobre 2003  | 3 marzo 2004    |
| 4a  | Operation: M.O.V.I.E.           | Operazione F.I.L.M.                     | 24 ottobre 2003  | 4 marzo 2004    |
| 4b  | Operation: F.A.S.T.-F.O.O.D.    | Operazione F.A.S.T.F.O.O.D.             | 24 ottobre 2003  | 4 marzo 2004    |
| 5a  | Operation: S.H.A.V.E.           |                                         | 31 ottobre 2003  | 5 marzo 2004    |
| 5b  | Operation: O.O.M.P.P.A.H.       | Operazione O.O.M.P.P.A.H.               | 31 ottobre 2003  | 5 marzo 2004    |
| 6a  | Operation: F.L.A.V.O.R.         | Operazione S.A.P.O.R.E.                 | 7 novembre 2003  | 8 marzo 2004    |
| 6b  | Operation: K.I.S.S.             | Operazione B.A.C.I.O.                   | 7 novembre 2003  | 8 marzo 2004    |
| 7a  | Operation: G.H.O.S.T.           | Operazione F.A.N.T.A.S.M.A.             | 14 novembre 2003 | 9 marzo 2004    |
| 7b  | Operation: F.U.G.I.T.I.V.E.     | Operazione F.U.G.G.I.T.I.V.O.           | 14 novembre 2003 | 9 marzo 2004    |
| 8a  | Operation: T.H.E.-S.H.O.G.U.N.  | Operazione S.H.O.G.U.N.                 | 21 novembre 2003 | 10 marzo 2004   |
| 8b  | Operation: C.O.L.L.E.G.E.       |                                         | 21 novembre 2003 | 10 marzo 2004   |
| 9a  | Operation: R.E.P.O.R.T.         | Operazione R.A.P.P.O.R.T.O.             | 5 dicembre 2003  | 11 marzo 2004   |
| 9b  | Operation: B.R.I.E.F.           | Operazione B.R.E.V.E.                   | 5 dicembre 2003  | 11 marzo 2004   |
| 10  | Operation: C.A.K.E.D.-T.W.O.    |                                         | 12 dicembre 2003 | 12 marzo 2004   |
| 10b | Operation: S.P.A.C.E.           | Operazione S.P.A.Z.I.O.                 | 12 dicembre 2003 | 12 marzo 2004   |
| 11a | Operation: B.E.A.C.H.           | Operazione S.P.I.A.G.G.I.A.             | 21 maggio 2004   | marzo 2005      |
| 11b | Operation: U.N.D.E.R.C.O.V.E.R. | Operazione S.O.T.T.O.C.O.P.E.R.T.U.R.A. | 21 maggio 2004   | marzo 2005      |
| 12a | Operation: D.O.G.F.I.G.H.T.     |                                         | 28 maggio 2004   | marzo 2005      |
| 12b | Operation: T.R.I.P.             | Operazione V.I.A.G.G.I.O.               | 28 maggio 2004   | marzo 2005      |
| 13  | Operation: E.N.D.               | Operazione F.I.N.E.                     | 4 giugno 2004    | marzo 2005      |

## Stagione 3
| nº  | Titolo originale                 | Titolo italiano                       | Prima TV USA     | Prima TV Italia |
| --- | -------------------------------- | ------------------------------------- | ---------------- | --------------- |
| 1   | Operation: F.U.T.U.R.E.          | Operazione F.U.T.U.R.O.               | 11 giugno 2004   | marzo 2005      |
| 2a  | Operation: A.F.L.O.A.T.          |                                       | 18 giugno 2004   | marzo 2005      |
| 2b  | Operation: L.E.A.D.E.R.          | Operazione L.E.A.D.E.R.               | 18 giugno 2004   | marzo 2005      |
| 3a  | Operation: U.T.O.P.I.A.          | Operazione U.T.O.P.I.A.               | 25 giugno 2004   | marzo 2005      |
| 3b  | Operation: R.O.B.B.E.R.S.        | Operazione L.A.D.R.I.                 | 25 giugno 2004   | marzo 2005      |
| 4   | Operation: F.O.U.N.T.A.I.N.      | Operazione F.O.N.T.A.N.A.             | 9 luglio 2004    | marzo 2005      |
| 5a  | Operation: B.U.T.T.              | Operazione S.E.D.E.R.E.               | 16 luglio 2004   | marzo 2005      |
| 5b  | Operation: T.R.A.I.N.I.N.G.      | Operazione A.L.L.E.N.A.M.E.N.T.O.     | 16 luglio 2004   | marzo 2005      |
| 6a  | Operation: A.R.C.H.I.V.E.        | Operazione A.R.C.H.I.V.I.O.           | 23 luglio 2004   | marzo 2005      |
| 6b  | Operation: S.L.U.M.B.E.R.        | Operazione S.O.N.N.O.                 | 23 luglio 2004   | marzo 2005      |
| 7a  | Operation: P.I.N.K.E.Y.E.        | Operazione C.O.N.G.I.U.N.T.I.V.I.T.E. | 30 luglio 2004   | marzo 2005      |
| 7b  | Operation: K.A.S.T.L.E.          | Operazione C.A.S.T.E.L.L.O.           | 30 luglio 2004   | marzo 2005      |
| 8   | Operation: G.R.A.D.U.A.T.E.S.    |                                       | 6 agosto 2004    | marzo 2005      |
| 9a  | Operation: C.A.K.E.D.-T.H.R.E.E. |                                       | 6 agosto 2004    | marzo 2005      |
| 9b  | Operation: L.O.C.K.D.O.W.N.      |                                       | 6 agosto 2004    | marzo 2005      |
| 10a | Operation: H.U.G.S.              | Operazione A.B.B.R.A.C.C.I.           | 13 agosto 2004   | marzo 2005      |
| 10b | Operation: J.E.W.E.L.S.          | Operazione G.I.O.I.E.L.L.I.           | 13 agosto 2004   | marzo 2005      |
| 11a | Operation: T.R.I.C.K.Y.          |                                       | 29 ottobre 2004  | 2005            |
| 11b | Operation: U.N.C.O.O.L.          |                                       | 29 ottobre 2004  | 2005            |
| 12a | Operation: P.R.E.S.I.D.E.N.T.    | Operazione P.R.E.S.I.D.E.N.T.E.       | 5 novembre 2004  | 2005            |
| 12b | Operation: H.O.S.P.I.T.A.L.      | Operazione O.S.P.E.D.A.L.E            | 5 novembre 2004  | 2005            |
| 13a | Operation: S.P.R.O.U.T.          |                                       | 12 novembre 2004 | 2005            |
| 13b | Operation: H.O.U.N.D.            | Operazione S.E.G.U.G.I.O.             | 12 novembre 2004 | 2005            |

## Stagione 4
| nº  | Titolo originale               | Titolo italiano                 | Prima TV USA     | Prima TV Italia  |
| --- | ------------------------------ | ------------------------------- | ---------------- | ---------------- |
| 1a  | Operation: R.A.B.B.I.T.        | Operazione C.O.N.I.G.L.I.O.     | 19 novembre 2004 | 2005             |
| 1b  | Operation: F.L.U.S.H.          | Operazione S.C.A.R.I.C.O.       | 19 novembre 2004 | 2005             |
| 2a  | Operation: F.O.O.D.F.I.T.E.    | Operazione C.I.B.O.             | 26 novembre 2004 | 2005             |
| 2b  | Operation: C.L.U.E.S.          | Operazione D.E.L.I.T.T.O.       | 26 novembre 2004 | 2005             |
| 3a  | Operation: N.U.G.G.E.T.        | Operazione P.E.P.I.T.E.         | 3 dicembre 2004  | 2005             |
| 3b  | Operation: M.A.C.A.R.O.N.I.    | Operazione P.A.S.T.A.           | 3 dicembre 2004  | 2005             |
| 4   | Operation: P.O.O.L.            | Operazione P.I.S.C.I.N.A.       | 10 dicembre 2004 | 2005             |
| 5   | Operation: C.A.K.E.D.-F.O.U.R. |                                 | 21 febbraio 2005 | 2005             |
| 6a  | Operation: S.I.T.T.E.R.        | Operazione S.I.T.T.E.R.         | 29 aprile 2005   | 5 dicembre 2005  |
| 6b  | Operation: S.A.T.U.R.N.        | Operazione S.A.T.U.R.N.O.       | 29 aprile 2005   | 5 dicembre 2005  |
| 7a  | Operation: C.H.O.C.O.L.A.T.E.  | Operazione C.I.O.C.C.O.L.A.T.O. | 6 maggio 2005    | 6 dicembre 2005  |
| 7b  | Operation: M.A.T.A.D.O.R.      | Operazione M.A.T.A.D.O.R.       | 6 maggio 2005    | 6 dicembre 2005  |
| 8a  | Operation: L.U.N.C.H.          | Operazione P.R.A.N.Z.O.         | 13 maggio 2005   | 7 dicembre 2005  |
| 8b  | Operation: M.U.N.C.H.I.E.S.    | Operazione C.E.R.E.A.L.I.       | 13 maggio 2005   | 7 dicembre 2005  |
| 9a  | Operation: K.N.O.T.            | Operazione N.O.D.O.             | 20 maggio 2005   | 8 dicembre 2005  |
| 9b  | Operation: C.L.O.S.E.T.        | Operazione P.I.U.M.I.N.O.       | 20 maggio 2005   | 8 dicembre 2005  |
| 10  | Operation: S.N.O.W.I.N.G.      | Operazione N.E.V.E.             | 27 maggio 2005   | 9 dicembre 2005  |
| 11  | Operation: M.A.U.R.I.C.E.      | Operazione M.A.U.R.I.C.E.       | 8 luglio 2005    | 12 dicembre 2005 |
| 12a | Operation: L.O.V.E.            | Operazione A.M.O.R.E.           | 15 luglio 2005   | 13 dicembre 2005 |
| 12b | Operation: C.O.U.C.H.          | Operazione D.I.V.A.N.O.         | 15 luglio 2005   | 13 dicembre 2005 |
| 13a | Operation: D.O.D.G.E.B.A.L.L.  | Operazione D.O.D.G.E.B.A.L.L.   | 22 luglio 2005   | 14 dicembre 2005 |
| 13b | Operation: F.E.R.A.L.          |                                 | 22 luglio 2005   | 14 dicembre 2005 |

## Stagione 5
| nº  | Titolo originale                    | Titolo italiano                 | Prima TV USA      | Prima TV Italia  |
| --- | ----------------------------------- | ------------------------------- | ----------------- | ---------------- |
| 1   | Operation: E.L.E.C.T.I.O.N.S.       | Operazione E.L.E.Z.I.O.N.I.     | 30 settembre 2005 | maggio 2006      |
| 2a  | Operation: D.U.C.K.Y.               | Operazione B.A.G.N.O.           | 14 ottobre 2005   | maggio 2006      |
| 2b  | Operation: D.I.A.P.E.R.             | Operazione P.A.N.N.O.L.I.N.O.   | 14 ottobre 2005   | maggio 2006      |
| 3a  | Operation: B.U.L.L.I.E.S.           | Operazione B.U.L.L.I.           | 21 ottobre 2005   | maggio 2006      |
| 3b  | Operation: F.I.S.H.Y.               | Operazione P.E.S.C.E.           | 21 ottobre 2005   | maggio 2006      |
| 4a  | Operation: B.R.E.A.K.U.P.           | Operazione R.O.T.T.U.R.A.       | 28 ottobre 2005   | maggio 2006      |
| 4b  | Operation: S.A.F.A.R.I.             | Operazione S.A.F.A.R.I.         | 28 ottobre 2005   | maggio 2006      |
| 5   | Operation: N.A.U.G.H.T.Y.           | Operazione D.O.N.I.             | 6 dicembre 2005   | 25 dicembre 2006 |
| 6a  | Operation: V.I.R.U.S.               | Operazione V.I.R.U.S.           | 14 gennaio 2006   | maggio 2006      |
| 6b  | Operation: O.U.T.B.R.E.A.K.         | Operazione E.P.I.D.E.M.I.A.     | 14 gennaio 2006   | maggio 2006      |
| 7a  | Operation: C.A.N.Y.O.N.             | Operazione C.A.N.Y.O.N.         | 21 gennaio 2006   | maggio 2006      |
| 7b  | Operation: H.O.L.I.D.A.Y.           |                                 | 21 gennaio 2006   | maggio 2006      |
| 8   | Operation: C.A.K.E.D. F.I.V.E.      |                                 | 14 aprile 2006    | maggio 2006      |
| 9a  | Operation: R.E.C.R.U.I.T.           | Operazione R.E.C.L.U.T.A.       | 12 giugno 2006    | 2006             |
| 9b  | Operation: D.A.D.D.Y.               | Operazione P.A.P.À.             | 12 giugno 2006    | 2006             |
| 10a | Operation: C.L.O.W.N.               |                                 | 5 luglio 2006     | 2006             |
| 10b | Operation: S.P.A.N.K.E.N.S.T.I.N.E. |                                 | 5 luglio 2006     | 2006             |
| 11a | Operation: H.O.T.S.T.U.F.F.         |                                 | 13 luglio 2006    | 2006             |
| 11b | Operation: M.I.S.S.I.O.N.           | Operazione M.I.S.S.I.O.N.E.     | 13 luglio 2006    | 2006             |
| 12a | Operation: L.I.C.O.R.I.C.E.         | Operazione L.I.Q.U.I.R.I.Z.I.A. | 4 agosto 2006     | 2006             |
| 12b | Operation: H.O.M.E.                 | Operazione C.A.S.A.             | 10 agosto 2006    | 2006             |
| 13  | Operation: I.T.                     |                                 | 24 agosto 2006    | 2006             |

## Stagione 6
| nº  | Titolo originale                | Titolo italiano                   | Prima TV USA      | Prima TV Italia |
| --- | ------------------------------- | --------------------------------- | ----------------- | --------------- |
| 1a  | Operation: E.N.G.L.A.N.D.       | Operazione I.N.G.H.I.L.T.E.R.R.A. | 2 agosto 2006     | 2006            |
| 1b  | Operation: A.W.A.R.D.S.         | Operazione P.R.E.M.I.             | 2 agosto 2006     | 2006            |
| 2   | Operation: S.A.F.E.T.Y.         | Operazione S.I.C.U.R.E.Z.Z.A.     | 9 settembre 2006  | 2006            |
| 3a  | Operation: R.E.C.E.S.S.         | Operazione R.I.C.R.E.A.Z.I.O.N.E. | 22 settembre 2006 | 2006            |
| 3b  | Operation: H.A.M.S.T.E.R.       | Operazione C.R.I.C.E.T.O.         | 22 settembre 2006 | 2006            |
| 4   | Operation: W.H.I.T.E.H.O.U.S.E. | Operazione C.A.S.A.B.I.A.N.C.A.   | 29 settembre 2006 | 2006            |
| 5a  | Operation: S.P.I.N.A.C.H.       | Operazione S.P.I.N.A.C.I.         | 5 gennaio 2007    | 2007            |
| 5b  | Operation: M.E.S.S.A.G.E.       | Operazione M.E.S.S.A.G.G.I.O.     | 5 gennaio 2007    | 2007            |
| 6a  | Operation: B.R.I.D.G.E.         | Operazione P.O.N.T.E.             | 12 gennaio 2007   | 2007            |
| 6b  | Operation: S.I.X.               | Operazione S.E.I.                 | 12 gennaio 2007   | 2007            |
| 7   | Operation: T.R.I.C.Y.C.L.E.     | Operazione T.R.I.C.I.C.L.O.       | 19 gennaio 2007   | 2007            |
| 8a  | Operation: C.R.I.M.E.           | Operazione C.R.I.M.I.N.E.         | 26 gennaio 2007   | 2007            |
| 8b  | Operation: P.A.R.T.Y.           | Operazione F.E.S.T.A.             | 26 gennaio 2007   | 2007            |
| 9a  | Operation: D.O.G.H.O.U.S.E.     | Operazione C.A.N.I.L.E.           | 24 agosto 2007    | 2007            |
| 9b  | Operation: P.L.A.N.E.T.         | Operazione P.I.A.N.E.T.A.         | 24 agosto 2007    | 2007            |
| 10a | Operation: S.C.I.E.N.C.E.       | Operazione S.C.I.E.N.Z.A.         | 2 novembre 2007   | 2007            |
| 10b | Operation: A.M.I.S.H.           | Operazione A.M.I.S.H.             | 2 novembre 2007   | 2007            |
| 11  | Operation: G.I.R.L.F.R.I.E.N.D. | Operazione F.I.D.A.N.Z.A.T.A.     | 9 novembre 2007   | 2007            |
| 12a | Operation: C.A.R.A.M.E.L.       | Operazione C.A.R.A.M.E.L.L.A.     | 16 novembre 2007  | 2007            |
| 12b | Operation: M.O.O.N.             | Operazione L.U.N.A.               | 16 novembre 2007  | 2007            |
| 13  | Operation: T.R.E.A.T.Y.         | Operazione P.A.T.T.O.             | 23 novembre 2007  | 2007            |

## Episodi speciali
| nº | Titolo originale                | Titolo italiano                 | Prima TV USA     | Prima TV Italia |
| -- | ------------------------------- | ------------------------------- | ---------------- | --------------- |
| 1  | Operation: Z.E.R.O.             | Operazione Z.E.R.O.             | 11 agosto 2006   | 6 luglio 2008   |
| 2  | The Grim Adventures of the KND  | Le tenebrose avventure dei KND  | 11 novembre 2007 | 30 ottobre 2007 |
| 3  | Operation: I.N.T.E.R.V.I.E.W.S. | Operazione I.N.T.E.R.V.I.S.T.E. | 21 gennaio 2008  | 15 giugno 2008  |